# 2-デヒドロパントイン酸アルドラーゼ
2-デヒドロパントイン酸アルドラーゼ(2-dehydropantoate aldolase、EC 4.1.2.12)、以下の化学反応を触媒する酵素である。
2-デヒドロパントイン酸{\displaystyle \rightleftharpoons }α-ケトイソ吉草酸 + ホルムアルデヒド
従って、この酵素の基質は2-デヒドロパントイン酸のみ、生成物はα-ケトイソ吉草酸とホルムアルデヒドの2つである。
この酵素はリアーゼ、特に炭素-炭素結合を切断するアルデヒドリアーゼに分類される。系統名は、2-デヒドロパントイン酸 ホルムアルデヒドリアーゼ (3-メチル-2-オキシブタン酸形成)(2-dehydropantoate formaldehyde-lyase (3-methyl-2-oxobutanoate-forming))である。他に、ketopantoaldolase、2-dehydropantoate formaldehyde-lyase等とも呼ばれる。